# Питерсвилл (Аляска)
Питерсвилл (англ. Petersville) — статистически обособленная местность, которая находится в боро Матануска-Суситна, Аляска, Соединённые Штаты Америки. По данным переписи 2010 года 4 человека.

## География
По данным Бюро переписи населения США, CDP имеет общую площадь 355,4 квадратных миль (920 км2), из которых 354,1 квадратных мили (917 км2) — это земля и 1,3 квадратных мили (3,4 км2) от неё (0,37% ) — представляет собой воду.

## Демография
По данным переписи 2000 года в CDP насчитывалось 27 человек, 17 домашних хозяйств и 7 семей. Плотность населения составляла 0,1 человека на квадратную милю (0,0 / км1). Было 189 единиц жилья при средней плотности 0,5 / кв. миль (0,2 / км2). Расовый состав CDP составлял 88,89% белых, 7,41% коренных американцев и 3,70% жителей островов Тихого океана.
Было 17 домашних хозяйств, из которых 5,9% имели детей в возрасте до 18 лет, проживающих с ними, 29,4% были женатыми парами, живущими вместе, а 58,8% не имели семьи. 58,8% всех домохозяйств состоят из отдельных лиц, а 11,8% из них находятся в возрасте 65 лет и старше. Средний размер домохозяйства составил 1,59, а средний размер семьи — 2,00.
В CDP население было распространено на следующие возрастные категории: с 3,7% в возрасте до 18 лет, 18,5% с 25 до 44, 63,0% с 45 до 64 и 14,8% в возрасте 65 лет и старше. Медианный возраст составлял 52 года. На каждые 100 женщин приходилось 200,0 мужчин. На каждые 100 женщин в возрасте 18 лет и старше приходилось 225,0 мужчин.
Средний доход для домашнего хозяйства в CDP составлял 43 750 долларов США, а средний доход для семьи составлял 0 долларов США. Мужчины и женщины имели средний доход от 0 долларов США. Доход на душу населения для CDP составлял 43 200 долларов США. Не было семей и ни одного из населения, живущего за чертой бедности.